# قراردادهای باز
قراردادهای باز که با نام موقعیت‌های باز، تعهدات باز یا اپن اینترست (به انگلیسی: Open interest) نیز شناخته می‌شود، به تعداد کل قراردادهای مشتقه معوق اشاره دارد که هنوز تسویه نشده یا از طریق تحویل فیزیکی جبران نگردیده‌اند.
برای هر خریدار یک قرارداد آتی، لزوماً یک فروشنده وجود دارد. از لحظه‌ای که خریدار یا فروشنده قرارداد را باز می‌کند تا زمانی که طرف مقابل آن را ببندد، آن قرارداد در وضعیت «باز» قرار دارد.
قراردادهای باز همچنین اطلاعات مهمی دربارهٔ نقدینگی یک آپشن ارائه می‌کنند. در صورتی که هیچ قرارداد باز برای یک آپشن وجود نداشته باشد، بازار ثانویه‌ای برای آن شکل نمی‌گیرد. هنگامی که آپشن‌ها دارای تعداد زیادی قرارداد باز هستند، تعداد قابل توجهی خریدار و فروشنده برای آن وجود دارد. بازار ثانویه فعال، احتمال اجرای سفارش‌های آپشن با قیمت‌های مناسب را افزایش می‌دهد. در شرایط برابر، هرچه حجم قراردادهای باز بیشتر باشد، انجام معاملات آپشن با اختلاف قیمت معقول بین قیمت خرید و فروش آسان‌تر خواهد بود.

## به عنوان یک شاخص تأییدکننده
طرفداران تحلیل تکنیکال معتقدند که افزایش تعداد موقعیت‌های باز همراه با رشد قیمت، نشان‌دهنده تأیید روند صعودی است. به‌طور مشابه، افزایش موقعیت‌های باز در همراهی با کاهش قیمت، روند نزولی را تأیید می‌کند. از سوی دیگر، افزایش یا کاهش قیمت در حالی که موقعیت‌های باز ثابت یا در حال کاهش باقی می‌مانند، ممکن است نشانه‌ای از احتمال تغییر روند باشد.
رابطه میان روند غالب قیمت و موقعیت‌های باز را می‌توان به‌صورت خلاصه در جدول زیر نشان داد:
| قیمت          | قراردادهای باز | تفسیر                  |
| ------------- | -------------- | ---------------------- |
| در حال افزایش | در حال افزایش  | بازار قوی است          |
| در حال افزایش | در حال کاهش    | بازار رو به ضعف است    |
| در حال کاهش   | در حال افزایش  | بازار در حال تقویت است |
| در حال کاهش   | در حال کاهش    | بازار ضعیف است         |